# بورتلانديا (مسلسل)
بورتلانديا (بالإنجليزية: Portlandia)، مُسلسل مشاهد كوميدية ساخرة، تتمحور قصتهُ في مدينة بورتلاند، اوريغون. من بطولة فريد آرميسين و كاري براونستين. بدأ عَرضهُ في 21 يناير، 2011، على قناة «IFC».

## التصوير والإنتاج
إلتقت براونستين و آرميسين لأول مرة في 2003، وبدأوا بالتعاون بتقديم مَشاهد كوميدية على الإنترنت بعنوان ثندر آنت. في 2009 بدأ الاثنان العمل على برنامج كوميدي لقناة «IFC» بالتعاون مع لورن مايكلز. تتمحور قصة المُسلسل في مدينة بورتلاند بولاية اوريغون، تم تصوير 6 حلقات للموسم الأول في أغسطس، 2010، وأكتمل التصوير في سبتمر، 2010. بميزاينة مايقارب مليون دولار أمريكي.
يتشارك فريد وكاري بطولة المُسلسل وهنالك العديد من الضيوف المتكررين أبرزهم:
- أوليفيا وايلد
- سلمى بلير
- كلوي سيفاني
- ستيف بوشيمي
- سارة مكلاكلان
- هيذر غراهام
- أوبري بلازا
- جيسون سوديكس
- كريستين دانست
- بيرل جام
- تيم روبنز
- جيف غولدبلوم
- مارتينا نافراتيلوفا
- كايل ماكلاشلان

## الحلقات
| الموسم | الموسم | عدد الحلقات | تاريخ العرض    | تاريخ العرض    |
| الموسم | الموسم | عدد الحلقات | أول عرض        | اخر عرض        |
| ------ | ------ | ----------- | -------------- | -------------- |
|        | 1      | 6           | 21 يناير 2011  | 25 فبراير 2011 |
|        | 2      | 10          | 6 يناير 2012   | 9 مارس 2012    |
|        | 3      | 11          | 14 ديسمبر 2012 | 1 مارس 2013    |
|        | 4      | 10          | 27 فبراير 2014 | 1 مايو 2014    |
|        | 5      | 10          | 8 يناير 2015   | 12 مارس 2015   |
|        | 6      | 10          | 21 يناير 2016  | 24 مارس 2016   |

47 حلقة أنتجت وعرضت خلال المواسم الخمس الأولى. في 10 فيبراير، 2015، اعلنت آي أف سي تجديد المسلسل لموسم سادس وسابع.

## استقبال النقاد

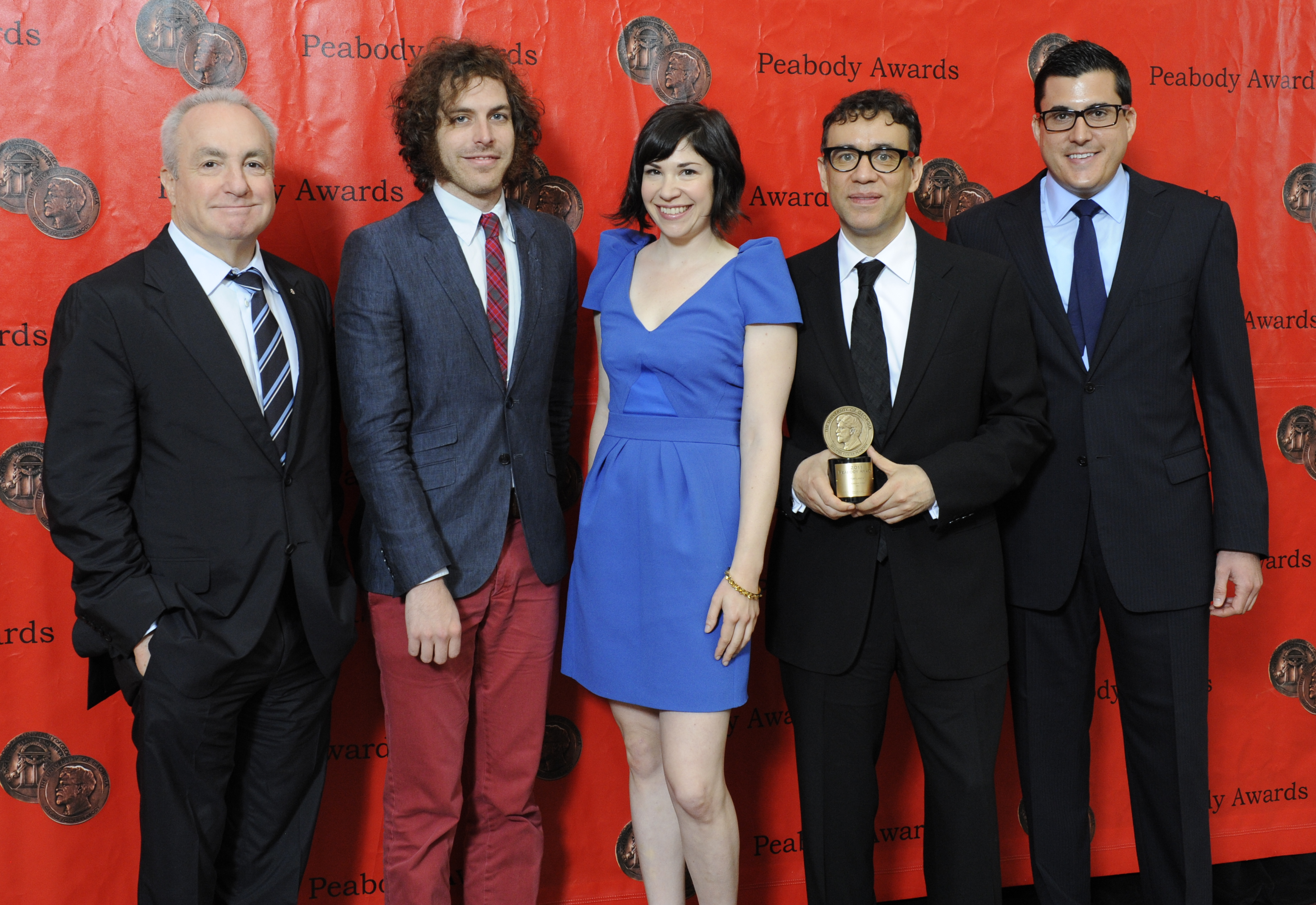
لورن مايكلز وجوناثان كريسل وكاري براونشتاين وفريد أرميسين وأندرو سينجر في حفل توزيع جوائز بيبودي السنوي الحادي والسبعين

بدأ عرض مسلسل بورتلانديا في 21 يناير، 2011 على قناة «IFC»، وحصلت الحلقة الأولى على 263,000 مُشاهدة. حصل المُسلسل على إستحسان النقاد وقَيمهُ موقع ميتاكريتك، الموسم الأول 71 من 100 والثاني 75 من 100. في 2011 حَصَلَ المُسلسل على جائزة بيبودي وجائزة ايمي في نفس السنة.

## وصلات خارجية
- الموقع الرسمي
- بورتلانديا على موقع IMDb (الإنجليزية)
- بورتلانديا على موقع ميتاكريتيك (الإنجليزية)
- بورتلانديا على موقع روتن توميتوز (الإنجليزية)
- بورتلانديا على موقع كينوبويسك (الروسية)
- بورتلانديا على موقع ألو سيني (الفرنسية)
- بورتلانديا على موقع قاعدة بيانات الفيلم (الإنجليزية)